# Друга влада Милована Миловановића
Друга влада Милована Миловановића је била влада Краљевине Србије од 27. јануара до 18. јуна 1912.

## Чланови владе
| Функција                          | Слика            | Име и презиме          | Детаљи                                     |
| --------------------------------- | ---------------- | ---------------------- | ------------------------------------------ |
| Председник Министарског савета    |                  | Милован Ђ. Миловановић | до 17/30.6. 1912. преминуо 18.6/1.7. 1912. |
| Председник Министарског савета    |                  | Марко Трифковић        | заступник                                  |
| Министар иностраних дела          |                  | Милован Ђ. Миловановић | до 17/30.6. 1912.                          |
| Министар иностраних дела          |                  | Јован М. Јовановић     | заступник                                  |
| Министар унутрашњих дела          |                  | Марко Трифковић        |                                            |
| Министар правде                   |                  | Драгољуб Аранђеловић   | до 7/20.6.1912.                            |
| Министар правде                   |                  | Марко Трифковић        | заступник, до 9/22.6.1912.                 |
| Министар правде                   | Марко С. Ђуричић |                        |                                            |
| Министар финансија                |                  | Стојан М. Протић       | до 8/21.5.1912.                            |
| Министар финансија                |                  | Милован Ђ. Миловановић | заступник, до 17/30.6. 1912.               |
| Министар финансија                |                  | Михаило В. Илић        | заступник                                  |
| Министар просвете и црквених дела |                  | Љубомир Јовановић      |                                            |
| Министар војни                    |                  | Степа Степановић       | до 22.5/4.6. 1912.                         |
| Министар војни                    | Радомир Путник   |                        |                                            |
| Министар грађевина                |                  | Михаило В. Илић        |                                            |
| Министар народне привреде         |                  | Милан Капетановић      |                                            |